# Poeciloconger kapala
Poeciloconger kapala és una espècie de peix pertanyent a la família dels còngrids i l'única del gènere Poeciloconger.

## Etimologia
Poeciloconger prové del mot grec poikilos (amb un munt de colors) i de la paraula llatina conger (congre).

## Hàbitat i distribució geogràfica
És un peix marí, demersal (entre 46 i 64 m de fondària) i de clima subtropical, el qual es troba al Pacífic sud-occidental: Nova Gal·les del Sud (Austràlia).

## Cladograma
| Poeciloconger (Günther, 1872) | \| \| Poeciloconger kapala (Castle, 1990)[2][8] \| \| \| \| |
|                               | \| \| Poeciloconger kapala (Castle, 1990)[2][8] \| \| \| \| |
|                               | Acromycter (Smith & Kanazawa, 1977)                         |
|                               |                                                             |
|                               | Bassanago (Whitley, 1948)                                   |
|                               |                                                             |
|                               | Bathycongrus (Ogilby, 1898)                                 |
|                               |                                                             |
|                               | Bathyuroconger (Fowler, 1934)                               |
|                               |                                                             |
|                               | Blachea (Karrer & Smith, 1980)                              |
|                               |                                                             |
|                               | Castleichthys (Smith, 2004)                                 |
|                               |                                                             |
|                               | Conger (Bosc, 1817)                                         |
|                               |                                                             |
|                               | Congrhynchus (Fowler, 1934)                                 |
|                               |                                                             |
|                               | Congriscus (Jordan & Hubbs, 1925)                           |
|                               |                                                             |
|                               | Congrosoma (Garman, 1899)                                   |
|                               |                                                             |
|                               | Diploconger (Kotthaus, 1968)                                |
|                               |                                                             |
|                               | Gnathophis (Kaup, 1860)                                     |
|                               |                                                             |
|                               | Japonoconger (Asano, 1958)                                  |
|                               |                                                             |
|                               | Kenyaconger (Smith & Karmóvskaia, 2003)                     |
|                               |                                                             |
|                               | Lumiconger (Castle & Paxton, 1984)                          |
|                               |                                                             |
|                               | Macrocephenchelys (Fowler, 1934)                            |
|                               |                                                             |
|                               | Promyllantor (Alcock, 1890)                                 |
|                               |                                                             |
|                               | Pseudophichthys (Roule, 1915)                               |
|                               |                                                             |
|                               | Rhynchoconger (Jordan & Hubbs, 1925)                        |
|                               |                                                             |
|                               | Scalanago (Whitley, 1935)                                   |
|                               |                                                             |
|                               | Uroconger (Kaup, 1856)                                      |
|                               |                                                             |
|                               | Xenomystax (Gilbert, 1891)                                  |
|                               |                                                             |
|                               | Poeciloconger kapala (Castle, 1990)                         |
|                               |                                                             |

|  | Poeciloconger kapala (Castle, 1990) |
|  |                                     |

## Observacions
És inofensiu per als humans i el seu índex de vulnerabilitat és moderat (42 de 100).